# Syncephalis plumigaleata
Syncephalis plumigaleata är en svampart som beskrevs av Embree 1965. Syncephalis plumigaleata ingår i släktet Syncephalis och familjen Piptocephalidaceae.   Inga underarter finns listade i Catalogue of Life.